# Blieskastel
Blieskastel es un municipio situado en el distrito de Sarre-Palatinado, en el estado federado de Sarre (Alemania), con una población a finales de 2016 de unos 20 886 habitantes.
Se encuentra ubicado al sureste del estado, cerca de la frontera con el estado de Renania-Palatinado. 